# 折爪岳

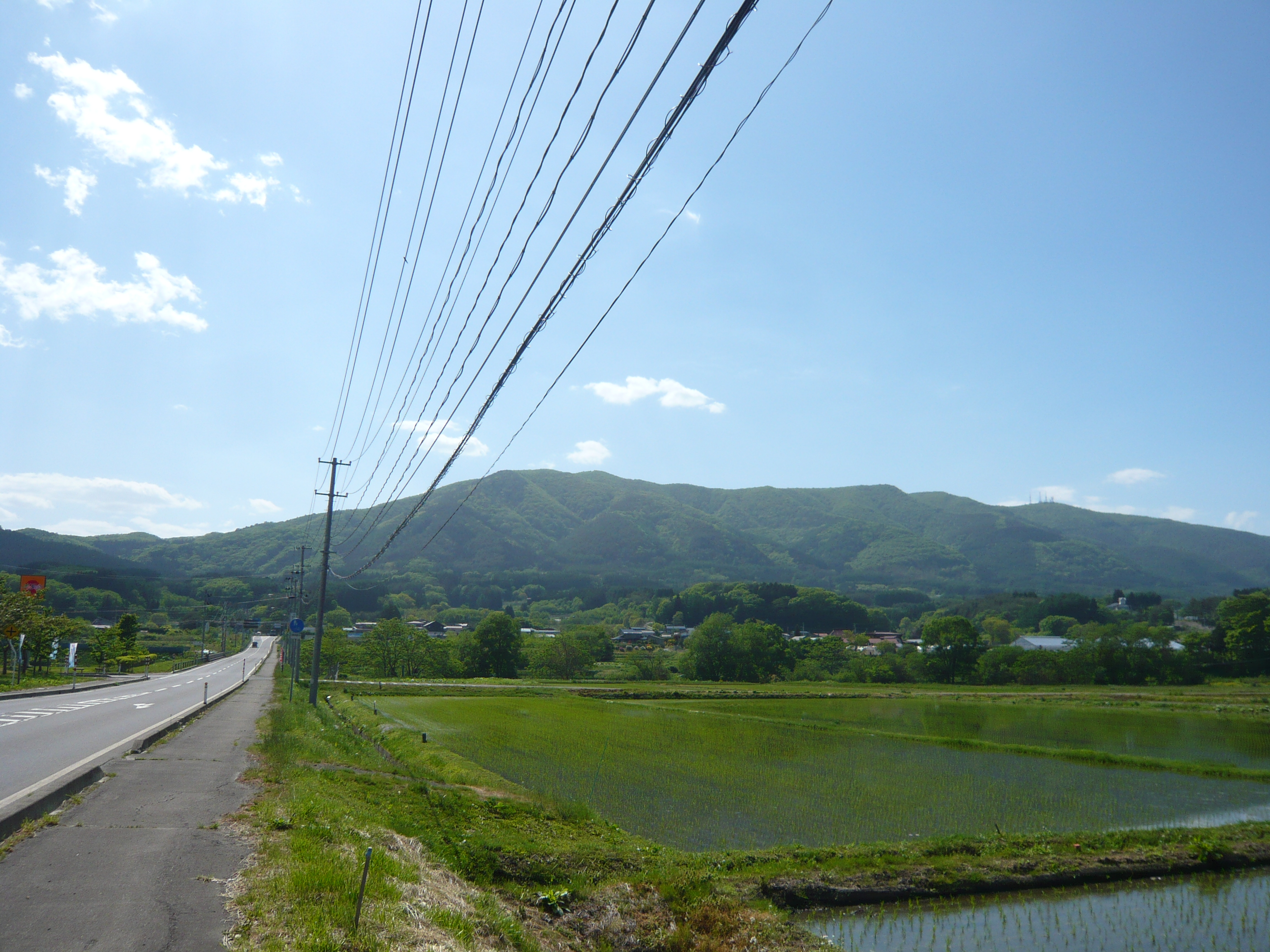
道の駅おりつめから見た折爪岳

折爪岳（おりつめだけ）は、岩手県二戸市、九戸郡軽米町、同郡九戸村を山域に持つ山である。山頂は二戸市と九戸村の境にあり標高は852.2mである。
山頂付近にはキャンプ場や展望台があり、展望台からは遠く岩手山や八戸市を望むことが出来る。

## 概要
- 当山は、県北中部に位置する山である。

## 送信施設概要
- 山頂には岩手県のテレビ局とFM局の二戸中継局が設置されている。また、同じ場所にはNTT東日本の折爪無線中継所も置かれている。
- 当中継局にはIBC岩手放送ラジオの放送を、本社から久慈ラジオ中継局へ伝送するためのマイクロ波中継設備がある[1]。

### 地上デジタルテレビジョン放送
| ID | 放送局名               | 物理 チャンネル | 空中線 電力 | ERP  | 放送対象地域 | 放送区域 内世帯数 |
| -- | ---------------------- | --------------- | ----------- | ---- | ------------ | ----------------- |
| 1  | NHK 盛岡総合           | 23              | 100W        | 380W | 岩手県       | 約1万9700世帯     |
| 2  | NHK 盛岡教育           | 21              | 100W        | 380W | 全国         | 約1万9700世帯     |
| 4  | TVI テレビ岩手         | 17              | 100W        | 360W | 岩手県       | 約1万9700世帯     |
| 5  | IAT 岩手朝日テレビ     | 19              | 100W        | 360W | 岩手県       | 約1万9700世帯     |
| 6  | IBC 岩手放送           | 15              | 100W        | 360W | 岩手県       | 約1万9700世帯     |
| 8  | mit 岩手めんこいテレビ | 50              | 100W        | 390W | 岩手県       | 約1万9700世帯     |

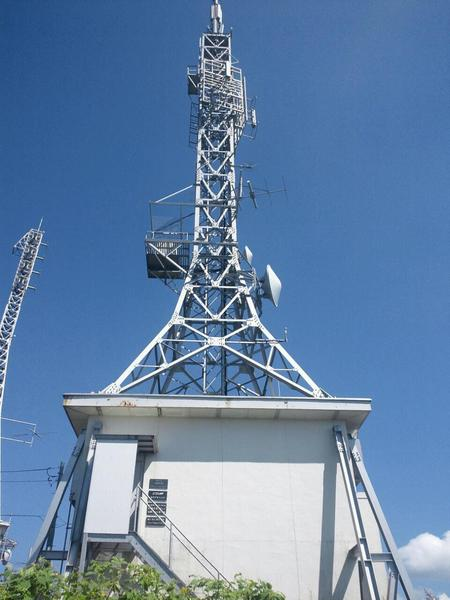
民放デジタルテレビ・FMラジオ中継局

- 中継局設置場所は、アナログテレビ中継局と同じ。
- 局舎・鉄塔はNHK（デジタルテレビとFMラジオ、かつてはアナログテレビも）と県内民放各局の共同使用中継局とで分立。民放中継局はデジタルテレビ（加えてかつてのアナログテレビはIBC以外の3局）とFM岩手・IBCワイドFMの共同使用となっている。アナログテレビ時代にはIBCテレビ単独での局舎・鉄塔も存在したが、アナログテレビ放送廃止ののちに撤去された。
- デジタルテレビ中継局は、2007年7月11日より随時試験電波発射開始。また、各局2007年8月3日からサイマル方式による試験放送を行い、8月13日に本免許が交付され、8月20日に本放送開始（当初は8月1日に本放送開始の予定だったが、参議院議員選挙の延期に伴う選挙放送の日程変更（7月29日）のため延期となった。なお、同様の理由で束稲山･一関中継局の開局も延期された。）。
- 当局の地上デジタル放送は、青森県の八戸テレビ放送にも再送信されている（NHK盛岡総合テレビは2007年8月20日より、岩手めんこいテレビは2008年4月1日より、他の岩手民放3局は同年8月1日より各々開始）。また、三沢ケーブルテレビでは在青民放と系列が被らないフジテレビ系列の岩手めんこいテレビのみ再送信されている。
- 放送区域内世帯数は、法定上の区域内世帯数だが、当デジタル中継局からの放送は青森県南部地方の一部地域でも視聴可能なため、実際の放送区域内世帯数は、青森県南部地方の世帯数を加えた約17万世帯前後となる。ただし、NHK盛岡放送局二戸中継局エリアの目安によると青森県内では八戸市南郷地区（旧南郷村域）と三戸郡南部町の一部のみがエリアとなっている。

### 地上アナログテレビジョン放送
| チャンネル | 放送局名               | 空中線 電力         | ERP                 | 放送対象地域 | 放送区域 内世帯数 |
| ---------- | ---------------------- | ------------------- | ------------------- | ------------ | ----------------- |
| 2          | IBC 岩手放送           | 映像250W/ 音声62.5W | 映像720W/ 音声180W  | 岩手県       | 不明              |
| 5          | NHK 盛岡総合           | 映像250W/ 音声62.5W | 映像720W/ 音声180W  | 岩手県       | 不明              |
| 12         | NHK 盛岡教育           | 映像250W/ 音声62.5W | 映像720W/ 音声180W  | 全国         | 不明              |
| 27         | IAT 岩手朝日テレビ     | 映像1kW/ 音声250W   | 映像3.4kW/ 音声850W | 岩手県       | 不明              |
| 29         | mit 岩手めんこいテレビ | 映像1kW/ 音声250W   | 映像3.4kW/ 音声850W | 岩手県       | 不明              |
| 37         | TVI テレビ岩手         | 映像1kW/ 音声250W   | 映像3.4kW/ 音声850W | 岩手県       | 不明              |

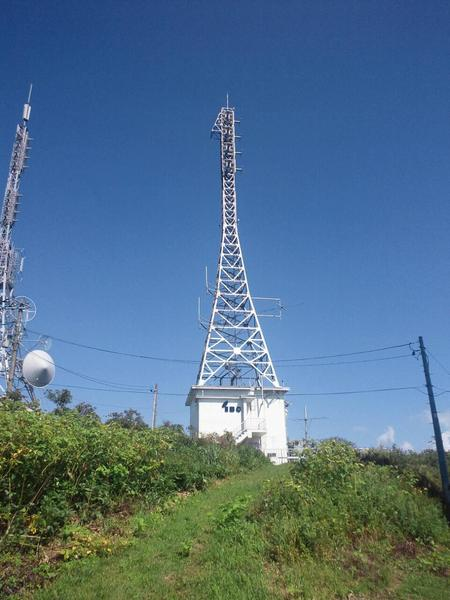
IBC岩手放送アナログテレビ中継局

局所名である、『二戸』は、2000年（平成12年）頃に局所名を統一。それ以前の局所名は、NHKは『北福岡』、民放各局は『福岡』の名称で局所名を明記。『北福岡』の局所名は、旧日本国有鉄道(国鉄)と同じ当時の駅名であり、しかもNHKと旧国鉄の経営形態は特殊法人と同じ性格でもあり、中継局設置にあたっては旧国鉄の当時の駅名から命名されている。『福岡』の局所名は、当時の二戸郡福岡町（現・二戸市）の自治体名から採用されている。その後周辺町村合併に伴い、二戸市誕生となったが、設置場所の局所名を簡潔明確にする必要性から、NHK、在盛の民放各局で『二戸』の局所名を統一する事で合意し、テレビ、FM各局は『二戸』に局所名を統一。今現在に至っている。尚、『福岡』の局所名は現在、同地に置かれている、AMラジオの自営回線（SHF）のみ使用されている。
- 2012年3月31日を以って廃止。

### FMラジオ放送
| 周波数 （MHz） | 放送局名         | 空中線電力 | 最大実効輻射電力 | 放送対象地域 | 放送区域内世帯数             |
| -------------- | ---------------- | ---------- | ---------------- | ------------ | ---------------------------- |
| 80.5           | IBC 岩手放送     | 100W       | 130W             | 岩手県       | 29,116世帯 （カバー率18.9%） |
| 82.2           | FMI エフエム岩手 | 100W       | 170W             | 岩手県       | -                            |
| 84.9           | NHK 盛岡FM       | 100W       | 170W             | 岩手県       | -                            |

中継局の所在地は、NHKで九戸村、民放で二戸市に所在する。IBC岩手放送はFM補完中継局として2016年10月6日に総務省東北総合通信局より予備免許が交付され、12月22日に本免許が交付、12月23日に運用開始した。

### 正式な中継局名
- IBCデジタル…二戸デジタルテレビ局
- NHKアナログテレビ…北福岡テレビ中継放送所
- IBCアナログとTVIアナログ…福岡テレビジョン放送局
- mitアナログとIATアナログ…福岡テレビ放送局
- FMI…福岡FM放送局

## 放送区域
二戸市･久慈市（旧山形村域の荷軽部・戸呂町地区）・八幡平市（荒屋新町地区）・二戸郡一戸町（紫波新山本局を受信する奥中山・宇別・摺糠地区は除く）･岩手郡葛巻町（新山本局を受信する吉ヶ沢地区は除く。地形的な問題から町内ほぼ全戸が葛巻町内の施設で受信した当中継局の共聴で視聴）･九戸郡軽米町･九戸郡九戸村の各一部地域。

## 備考
IBCラジオは2006年1月23日から難聴取対策として、地元二戸市のコミュニティ放送局であるカシオペアFM（送信所は市内の高森山）を通じて一部の番組の再送信を行っている。ただし、放送法及び著作権法の規定上、再送信番組はIBCの自社制作番組および制作元より承諾を得られた番組に限定されている。なお、2016年12月にIBCは折爪岳にFM補完中継局を設置したことから2017年以降はカシオペアFMへの再送信は最低限に抑えられた。